# Náquera
Náquera település Spanyolországban, Valencia tartományban. Náquera Albalat dels Tarongers, Bétera, Moncada, Museros, El Puig, Rafelbunyol, Sagunt, Segart és Serra községekkel határos. Lakosainak száma 8308 fő (2024).

## Népesség
A település népessége az utóbbi években az alábbiak szerint változott:
| Lakosok száma | 2945 | 3770 | 4814 | 5680 | 6009 | 6129 | 6058 | 6577 | 7728 | 8308 |
|               | 2001 | 2004 | 2007 | 2009 | 2012 | 2014 | 2017 | 2019 | 2022 | 2024 |